# のび太のおばあちゃん
- 藤子不二雄（連載） > 藤子・F・不二雄（著作） > ドラえもん > 登場人物 > のび太のおばあちゃん
- 藤子不二雄 > アニメ > ドラえもん > 登場人物 > のび太のおばあちゃん

のび太のおばあちゃん（のびたのおばあちゃん）は、藤子・F・不二雄の漫画『ドラえもん』に登場する架空の人物。野比のび太の父方の祖母。
作中には母方の祖母も登場するが、本項では父方の祖母についてのみ記述する。
基本的に藤本が執筆した漫画の内容について記載する（アニメ等の場合はその旨を明記する）。

## 人物
まだ幼かったのび太を溺愛し、とてもやさしく接した人物。のび太の言うことを決して疑わない、一番の理解者である。のび太が幼稚園児の時に病気で亡くなったが、その後ものび太の人格形成に強い影響を与えている。
心優しく面倒見が良かったため、のび太の父・のび助 にとっても最愛の母であった。
年齢、名前の記述は作品内にない。

### 家族
夫とはのび太が生まれる前に死別（夫の詳細は「野比のび助#父」を参照）。
複数の子供がおり、長男は野比のび助（のび太の父）。34巻「一晩でカキの実がなった」では、子供時代ののび助と、その弟が登場する（詳細は「野比のび助#弟と妹」を参照）。
のび助が玉子（のび太の母）と結婚してのび太が生まれ、3世代同居家族となる。

### 容姿
身長
のび太の幼少期は腰を曲げた状態で描かれており、玉子の肩の高さほどの身長だが、のび助が小学生の頃はそれよりも高く描かれている。
着衣
息子の野比のび助が、まだ青少年時代の若い頃から、常に和装で、上から袖なし羽織を身に着けている姿が定番である。外出時は巾着袋を所持。就寝時は浴衣である。
劇場版アニメ映画「おばあちゃんの思い出」内の、乳幼児期ののび太をベビーバスに入れるイメージ画では洋装である。
髪型
白髪のやや長い髪を後ろで束ねている。
初期のアニメではポニーテールだったが、その後はお団子ヘアで統一されている。
メガネ
作品によって描かれたり、描かれなかったりする。
漫画では、「おばあちゃんのおもいで」「夢まくらのおじいさん」、「あの日あの時あのダルマ」「のび太が消えちゃう?」ではメガネは描かれておらず、これ以外の登場作品では全てメガネが描かれている。
テレビアニメでのメガネの描画
テレビアニメ第2作第1期の初期1979年4月〜1981年9月イエロータイトル時代は、原作漫画と同様だが、唯一1979年の「おばあちゃんのおもいで」のみ、原作漫画にはないメガネが描かれている。
テレビアニメではその後、1981年10月〜1992年10月オレンジタイトル時代からテレビアニメ第2作2期の2014年5月まで、メガネは全ての作品で描かれなかった。
2014年6月13日放送「パパもあまえんぼ」ではメガネが描かれた。

### 死因
漫画、アニメともに具体的な死因は言及されていない。亡くなる直前、病床から起き出して来たおばあちゃんに、幼いのび太が「おきてきちゃだめ。病気なのに。」と言っていることから、何らかの病で亡くなったと推測される。

## 登場作品
のび太の父方の祖母が登場する作品を以下に記す。
- エピソード名が見出しと同じ場合は記載を省略。
- アニメの制作時期の違いによって下記のマークを記した。
  - ★ - アニメ第1作。
  - ● - アニメ第2作第1期。
  - ■ - アニメ第2作第2期。

### おばあちゃんのおもいで
我儘ばかり言う3歳の頃ののび太の願いを懸命にかなえようとする姿が描かれた。タイムマシンで未来からやってきた小学生ののび太が現れて名乗った際も一切疑うことなく、穏やかに微笑みながら「さっきから、なんとなくそんな気がしてましたよ。」と述べた。
未来から来た小学生ののび太を初めて見たときには、それがのび太であることをひと目で察し、のび太が告白したときには「そんな気がしてたよ」と言った。次に再会した際もしっかりと覚えていて、「のびちゃんのことを忘れるもんですか」と言っている。
- 1970年10月 - 漫画「おばあちゃん」（『小学三年生』11月号）　※16頁。
- 1974年10月31日 - 漫画（てんとう虫コミックス4巻）　※雑誌版を改題。
- 1973年6月10日 - テレビアニメ1★「のび太のおばあちゃんの巻」
- 1979年7月15日 - テレビアニメ2●
- 1981年4月 - 漫画（『藤子不二雄自選集 ドラえもん SFの世界1』）　※加筆修正し17頁に。
- 1986年1月3日 - テレビアニメ3●「おばあちゃん大好き」
- 2000年3月11日 - アニメ映画1●「おばあちゃんの思い出」
- 2006年6月30日 - テレビアニメ4■「あの名作をもう一度… おばあちゃんの思い出」　※2015年10月10日(土) 昼0:30-午後1:15 再放送[4]。
- 2011年6月24日 - テレビアニメ5■　※2014年3月16日 朝6時～再放送[5]。
- 2020年12月20日 - アニメ映画2（『STAND BY ME ドラえもん 2』の1エピソードとして映画化）

### 赤いくつの女の子
- 1974年8月 - 漫画「ノンちゃんのクツ」(『小学六年生』9月号)
- 1974年12月25日 - 漫画（てんとう虫コミックス6巻10話）　※雑誌版を改題、加筆修正。
- 1979年5月18日 - テレビアニメ1●
- 1987年3月6日 - テレビアニメ2●「赤いクツの思い出」
- 2007年4月20日 - テレビアニメ3■「のび太のほろ苦い思い出 赤いくつの女の子」

### 夢まくらのおじいさん
のび太のおじいちゃん（父方の祖父）に文句を言うため、のび太とドラえもんがタイムマシンで「30年ほど昔」（パパがのび太と同じ年頃の年代）を訪れる物語。のび太と同じ年頃ののび助も登場する。夫が息子を厳しく育てる陰で、やさしく息子を援助する若いおばあちゃんの姿が描かれた。その様子を隠れて見ていたのび太がドラえもんに、「若いころからやさしかったんだな。」と言う場面がある。
- 1976年11月 - 漫画「カエルの子はカエル」（『小学六年生』1976年12月号）　※10頁。
- 1977年12月20日 - 漫画（てんとう虫コミックス14巻20話）　※雑誌版を改題、加筆修正し11頁に。
- 1979年10月23日 - テレビアニメ1●
- 1981年12月 - 漫画（『藤子不二雄自選集 ドラえもん ナンセンスの世界2』）　※加筆修正し12頁に。
- 1987年11月6日 - テレビアニメ2●「パパとおじいちゃん」
- 2010年6月11日 - テレビアニメ3■

### タマシイム・マシン
- 1976年12月 - 漫画（『小学四年生』1977年1月号）
- 1977年3月31日 - 漫画（てんとう虫コミックス13巻18話）　※雑誌版を単行本に収録。
- 1979年9月6日 - テレビアニメ1●
- 1987年10月30日 - テレビアニメ2●「あの頃に戻りたい!」
- 2015年7月10日 - テレビアニメ3■

### 人生やりなおし機
- 1977年3月 - 漫画「天才のび太」(『小学四年生』4月号)
- 1978年6月27日 - 漫画（てんとう虫コミックス15巻第11話）　※雑誌版を改題、加筆修正。
- 1979年9月16日 - テレビアニメ1●
- 1994年4月8日 - テレビアニメ2●
- 2008年8月8日 - テレビアニメ3■

### パパもあまえんぼ
泥酔したパパ（のび助）を叱ってもらおうと、のび太とドラえもんが泥酔したのび助を連れてタイムマシンでおばあちゃんに会いに行く物語。おばあちゃんは泥酔状態のび助を介抱するなど、のび太の要求を素直に受け入れている（のび助は母と会ったことは夢だと思っていた）。
- 1977年8月 - 漫画(『小学六年生』9月号)
- 1978年12月22日 - 漫画（てんとう虫コミックス16巻19話）　※雑誌版を加筆修正。
- 1979年10月6日 - テレビアニメ1●
- 1986年1月31日 - テレビアニメ2●「パパだって甘えんぼ」
- 2014年6月13日 - テレビアニメ3■

### あの日あの時あのダルマ
庭で転んで泣いている幼少期ののび太の元へ、病身で臥せっている状態ながら起き出し、気遣うのび太に対し「のびちゃんが泣いてたら、心配で寝てなんかいられないよ。」と言う場面が描かれている。「ダルマさんてえらいね。」「なんべんころんでも、泣かないでおきるものね。」「のびちゃんも、ダルマさんみたいになってくれるとうれしいな。」「ころんでもころんでも、ひとりでおっきできる強い子になってくれると…………、おばあちゃん、とっても安心なんだけどな。」と言い、その後すぐに亡くなったことが小学生ののび太によって回想されている（この記憶を思い出したことで、のび太が机に向かって勉強をはじめるという場面も描かれている）。
- 1978年2月 - 漫画「なくし物とりよせ機」(『小学六年生』3月号)
- 1979年6月11日 - テレビアニメ1●「なくし物とりよせ機」
- 1979年12月20日 - 漫画「あの日あの時あのダルマ」(てんとう虫コミックス18巻14話)　※雑誌版を改題。
- 1987年3月20日 - テレビアニメ2●
- 2009年1月23日 - テレビアニメ3■

テレビアニメ第2作第1期では、のび太の部屋の隣の部屋にある時計が鳴る音を幼いのび太を膝の上に座らせて聞いており、現在ののび太は「小さい頃おばあちゃんの膝の上でこの時計の音を聞くのが大好きだった」と発言している。この時計は現在は壊れて音が鳴らなくなっており、ドラえもんの道具を使ってこの時計を修理して再び音が鳴るようにする場面が描かれている。

### のび太が消えちゃう?
進路に悩む学生服ののび助が登場する。母として息子をあたたかく見守る姿が描かれている。
- 1980年12月 - 漫画「のび太が消えちゃう!?…」（『小学六年生』1981年2月号）　※10頁。
- 1991年12月14日 - 漫画（てんとう虫コミックス43巻17話）　※雑誌版を改題、加筆修正し13頁に。
- 1983年9月2日 - テレビアニメ1●　※のび太のおばあちゃんは登場しない。
- 2002年10月5日 - テレビアニメ2●「パパの夢をかなえよう」
- 2006年6月16日 - テレビアニメ3■
- 2025年2月15日 - テレビアニメ4■

### アニメ第2作第1期オリジナル
- 1997年12月22日 - テレビアニメ●「思い出ボックス」
- 2004年8月13日 - テレビアニメ●「のび太の家出」

### その他
アニメ映画『帰ってきたドラえもん』（1998年）
回想シーンに「あの日あの時あのダルマ」の一場面が挿入され、おばあちゃんも登場した（映画のみの挿入。台詞はなし）。
また、おばあちゃんが他界した際にのび太は押し入れに閉じこもって号泣していたという旨ののび助の台詞が追加された。
のび太のワンニャン時空伝（2004年）
大長編漫画およびアニメ映画にて、幼少ののび太にけん玉を買い与え、巧みに操ってみせる場面が描かれた。

## 声優
- テレビアニメ第2作第1期
  - 峰あつ子（初代：1979.5 - 9）
  - 高村章子（2代目：1986.1 - 2004.8）
- テレビアニメ第2作第2期
  - 羽鳥靖子（3代目：2006.6-）
- テレビアニメ第2作第1期（若い頃）
  - 峰あつ子（1979.10）
  - 高村章子（1987.11 - 2002.10）
  - 翠準子（2001.5）
- テレビアニメ第2作第2期（若い頃）
  - まるたまり（2006.6）
  - 羽鳥靖子（2010.6 - 2015.10）
  - 伊藤美紀（映画：第7作）
  - 三田ゆう子（2018.11、2025.2）
- STAND BY ME ドラえもん 2
  - 宮本信子（2020.11）